# Rabah Nait Oufella
Pour les articles homonymes, voir Oufella.
Rabah Nait Oufella (en arabe : رباح نايت أوفلا), parfois écrit Rabah Naït Oufella, est un acteur franco-algérien, né le 3 décembre 1992 à Paris.

## Biographie

### Jeunesse
Rabah Nait Oufella est né dans une famille kabyle venue s’installer dans le 20e arrondissement de Paris peu avant sa naissance. Très jeune, il se lance dans le rap.

### Débuts
Il a quatorze ans quand Laurent Cantet l’intègre à sa classe de jeunes adolescents dans Entre les murs, film qui remporte la Palme d'or lors du Festival de Cannes 2008, plusieurs autres prix et une nomination aux Oscars. Peu après, il fait ses premiers pas sur scène au sein de l’association Le Relais de Ménilmontant.

### Carrière
Après quelques apparitions au cinéma et à la télévision, il décroche son premier rôle important dans Nocturama de Bertrand Bonello, auprès de Vincent Rottiers et Finnegan Oldfield. Puis, il joue Adrien, un jeune étudiant en école vétérinaire, dans Grave de Julia Ducournau, présenté lors du Festival de Cannes 2016. En 2022, il joue le rôle-titre du film Arthur Rambo de Laurent Cantet, s'inspirant librement de l'affaire Mehdi Meklat.

## Filmographie
Sauf indication contraire, les informations mentionnées dans cette section peuvent être confirmées par les bases de données cinématographiques IMDb et Allociné,  présentes dans la section « Liens externes ».

### Cinéma

#### Longs métrages
- 2008 : Entre les murs de Laurent Cantet : Rabah
- 2008 : Au voleur de Sarah Leonor : Ali
- 2012 : Rengaine de Rachid Djaïdani[5]
- 2013 : Un p'tit gars de Ménilmontant d'Alain Minier : un grand
- 2014 : Bande de filles de Céline Sciamma : Kader
- 2014 : Papa Was Not a Rolling Stone de Sylvie Ohayon : Rabah
- 2015 : Des Apaches de Nassim Amaouche : le serveur du Lounès
- 2015 : Braqueurs de Julien Leclercq : Rudy
- 2016 : Tout, tout de suite de Richard Berry : Kid
- 2016 : Grave de Julia Ducournau : Adrien
- 2016 : Nocturama de Bertrand Bonello : Omar
- 2016 : L’Ascension de Ludovic Bernard : Saïd
- 2017 : Patients de Grand Corps Malade et Mehdi Idir : Eddy
- 2018 : Les Affamés de Léa Frédeval : Jonathan
- 2019 : Meltem de Basile Doganis : Nassim
- 2019 : Debout sur la montagne de Sébastien Betbeder : Sofiane
- 2020 : Ibrahim de Samir Guesmi : Achille
- 2021 : Arthur Rambo de Laurent Cantet : Karim D.
- 2023 : Je ne suis pas un héros de Rudy Milstein : Julien
- 2024 : Tigres et Hyènes de Jérémie Guez : Karim

#### Courts métrages
- 2008 : Un mauvais père de Tigrane Avedikian : Azzedine
- 2012 : Schengen d'Annarita Zambrano : le rappeur
- 2012 : Loki dort de Jean-Eudes Monachon : le jeune homme
- 2014 : Le Miel est plus doux que le sang de Colia Vranici : Rabah
- 2014 : Journée d'appel de Basile Doganis : Kabo
- 2014 : Ghettotube de Saïd Belktibia : Medhi
- 2015 : Un métier bien de Farid Bentoumi : le copain d'Hakim au Paradise Sushi
- 2017 : Semer le doute de Romane Guéret et Lise Akoka
- 2018 : Je t'aim3 de Leïla Sy et Kub & Kristo : Tarek
- 2019 : Le Passage de la nuit de Julia Colin : Samir
- 2020 : La Dounia d'Adam Hegazy : Panamo

### Télévision
- 2012 : Main courante (série télévisée), épisode Samedi soir de Jean-Marc Thérin : Zahir
- 2016 : Boulevard du Palais (série télévisée), saison 16, épisode 4 Mauvaise graine de Jean-Marc Thérin : Mourad Melki
- 2020 : Narvalo (série télévisée), saison 1, épisode 8 J'ai pris la confiance de Matthieu Longatte : Mehdi
- 2021 : Comme des reines (téléfilm) de Marion Vernoux : Rayanne
- 2023 : BRI (série télévisée) de Jérémie Guez : Badri
- 2024 : Le Jour de ma mort (téléfilm) de Jérôme Cornuau : Nordine El Kader
- 2024 : Frotter frotter (série télévisée) : Yacine Mansour

### Doublage
- 2023 : Élémentaire (Elemental) de Peter Sohn : voix additionnelles[6] (version française)

## Distinctions

### Récompenses
- Festival du film de Sarlat 2016 : Prix d'interprétation masculine pour Patients (prix collectif pour l'ensemble des acteurs du film)
- Festival du film de Cabourg 2017 : Swann d'or de la révélation masculine pour Nocturama

### Nominations
- Prix Lumières 2009 : meilleur espoir pour Entre les murs (nomination spéciale partagée avec l'ensemble des interprètes du film)
- César 2018 : présélection « Révélation » pour le César du meilleur espoir masculin pour Grave